# コロン島

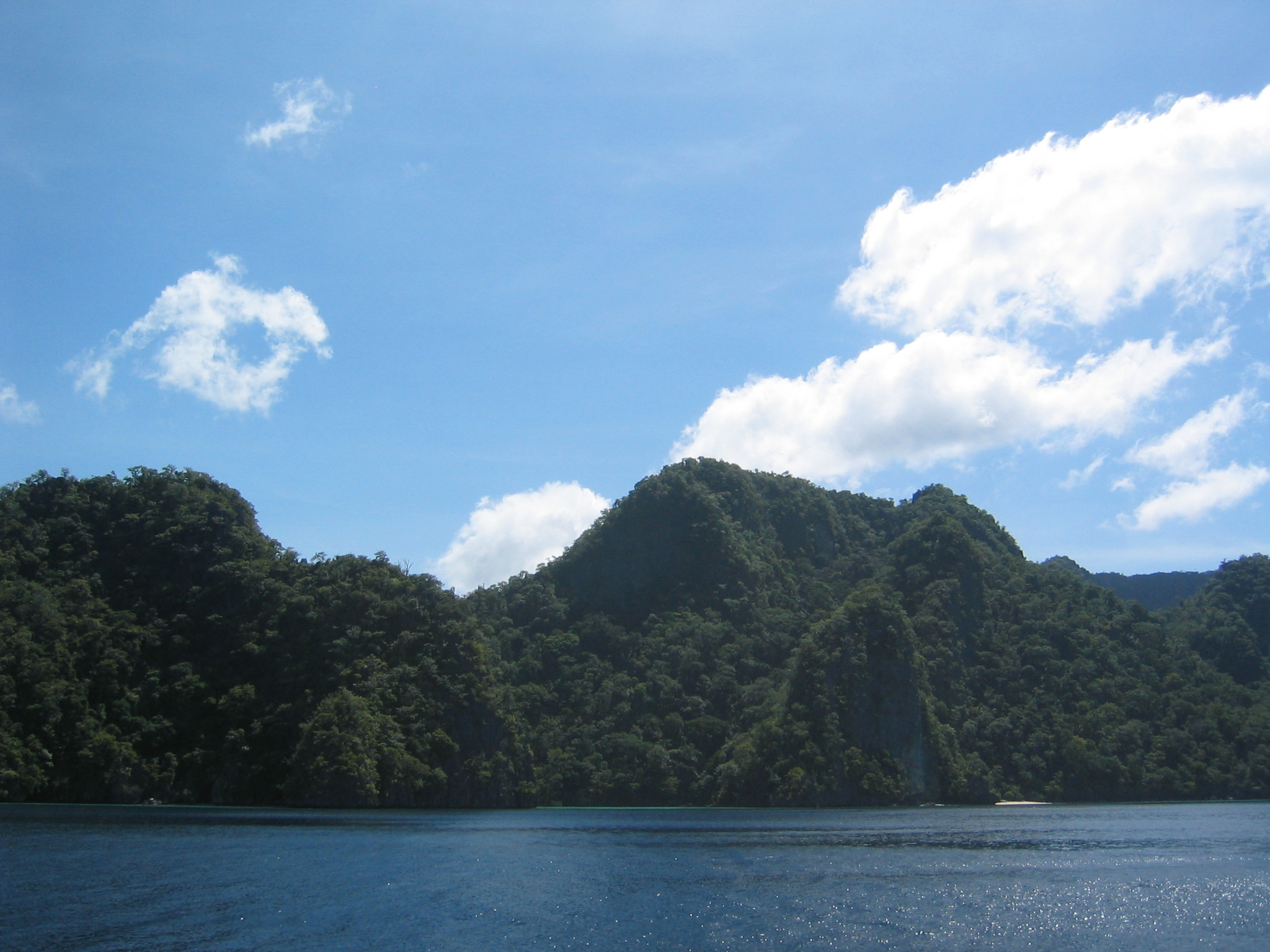
コロン島の眺め

コロン島（コロンとう、英語: Coron Island）は、フィリピン・カラミアン諸島の島。パラワン島北方に位置しパラワン州に属する。ただし、コロンタウンはコロン島ではなく、パラワン州で２番目に大きい北部のブスアンガ島にある。

## 概要
島の周辺は、太平洋戦争中に旧日本海軍の艦船の停泊地として利用されていたが、大戦末期の米軍の攻撃によって沈んだ旧日本海軍の艦船や輸送船が何隻もあり、また、北部ではジュゴンなども生息しており、貴重なダイビング・スポットとなっている。周囲が岩場のために視界がおよそ24メートルにまで及ぶ素晴らしい透明度の場合もあるが、特に南部は湾内という事もあり透明度はあまりよくはない事も多い。波や潮流はおだやかな場所であり、フィリピンの沈没船スポットの中で、最も多くのダイバーが訪れる地の一つとなっている。ここでの沈没船は浅い所でおよそ3メートルくらいから深い所で40メートル強、多くは20メートル前後であり、スポーツ・ダイビングとして最適な場所である。
コロン湾（コロン島を含むカラミアン諸島の島々で囲まれた海域はコロン湾と呼ばれる。）での沈没船スポットは以下の通り。伊良湖レック、秋津洲レック、興川丸レック、興業丸レック、おりんぴあ丸レック、MORAZAN MARUレック（越海丸）、イースト・タンガット・ガンボート・レック（East Tangat Gunboat Wreck、タンガット島東の砲艦残骸の意味、本当の名前の照風丸はオランダのダイバーグループによって近年発見）、南進丸レック、ルソン・ガンボート・レック（Lusong Gunboat Wreck、ルソン島の砲艦残骸の意味）、スケルトン・レック（Skeleton Wreck、骨組みだけ残った残骸の意味）。極山丸レックのみ北部にあり、他のレックは南部に集中している。近年の研究により当初特定されていた船名が沈没地点などから違うのではないかという議論があり、いくつかの修正が加えられた。現在もその影響により現地のダイビングショップによっては興川丸レックをTAIHEI MARUレックと紹介していたり、おりんぴあ丸レックをMORAZAN MARUレックと紹介していたり異なる場合がある。これらは現在も議論が続けられている。
このコロン島周辺の沈没船スポットはフォーブス誌が選んだ世界ダイビングスポット・ベスト10の中に入っている。シブヤン海で空襲を受け損傷を受けた戦艦武蔵も、コロン湾を目指して退避を行った。コロン湾で応急修理を受けて日本を目指す予定であったが、コロン湾にたどり着くことは出来なかった。

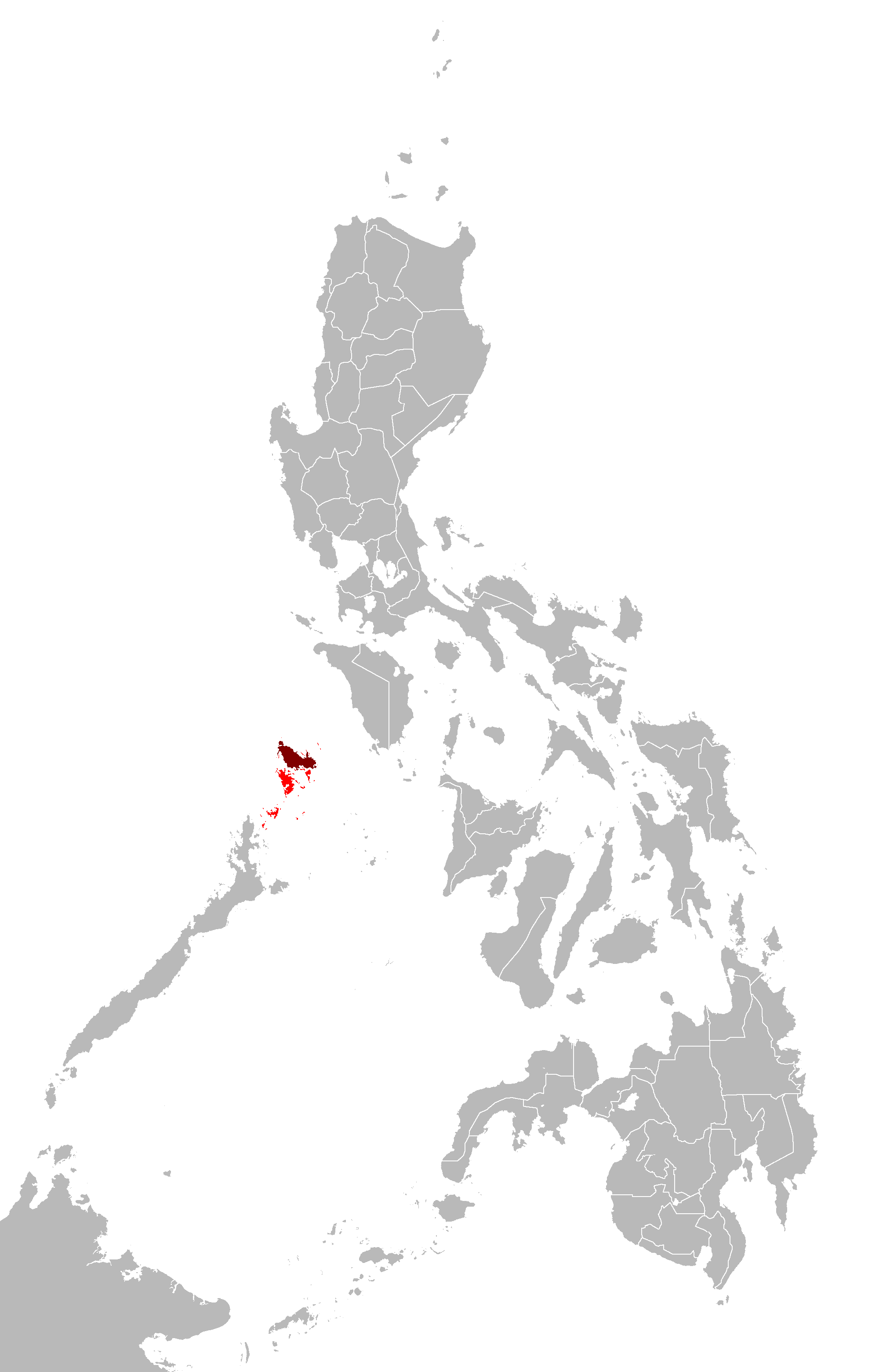
フィリピンでのコロン島の位置。コロン島を含むカラミアン諸島は赤色で示される、濃い赤はブスアンガ島。

## コロン湾空襲
1944年（昭和19年）9月24日、太平洋戦争において米機動部隊（第38任務部隊）の艦載機がコロン湾に在泊する日本艦船を襲った。上記沈没船の他に駆潜艇第32号が沈没、水上機母艦神威が大破するなどした。